# Чорне (місто Балашиха)
Чо́рне (рос. Чёрное) — присілок у складі Балашихинського міського округу Московської області, Росія.

## Населення
Населення — 4047 осіб (2010; 5803 у 2002).
Національний склад (станом на 2002 рік):
- росіяни — 92 %